# Hội nghị Thượng đỉnh An ninh châu Á

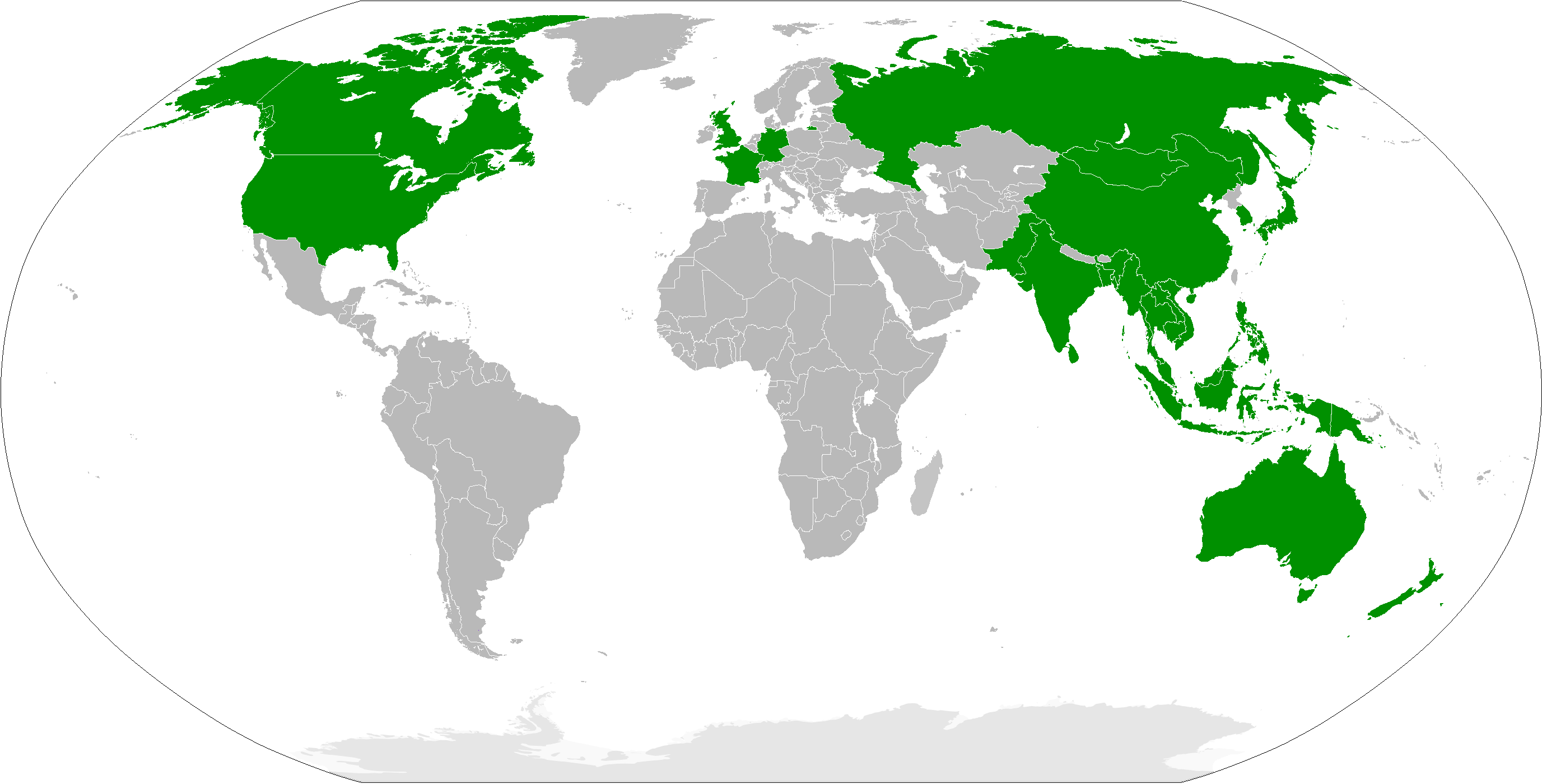
Các nước tham gia Hội nghị Thượng đỉnh An ninh Châu Á

Hội nghị Thượng đỉnh An ninh châu Á hay còn được biết đến với tên Đối thoại Shangri-La (SLD) là một diễn đàn an ninh liên chính phủ tổ chức hàng năm bởi một tổ chức cố vấn độc lập - Viện Nghiên cứu Chiến lược Quốc tế (IISS). Hội nghị có sự tham dự của các Bộ trưởng Quốc phòng, các Bộ trưởng thường trực và các Tướng lĩnh quân đội của 28 quốc gia châu Á-Thái Bình Dương. Diễn đàn được đặt theo tên của khách sạn Shangri-La ở Singapore, nơi nó đã được tổ chức từ năm 2002.
Hội nghị thượng đỉnh dùng để nuôi dưỡng ý thức cộng đồng trong các hoạch định chính sách quan trọng nhất về quốc phòng và an ninh trong khu vực. Các đoàn đại biểu Chính phủ đã tận dụng tốt nhất các hội nghị bằng cách tổ chức những cuộc họp song phương với các đoàn đại biểu khác bên lề hội nghị. Dù chủ yếu là một hội nghị liên chính phủ, Hội nghị cũng có sự tham dự của các nhà lập pháp, các chuyên gia khoa học, nhà báo và các đại biểu kinh doanh.
Các đoàn đại biểu tham dự Hội nghị Shangri-La những năm qua đến từ các nước Australia, Brunei, Miến Điện, Campuchia, Canada, Pháp, Đức, Ấn Độ, Indonesia, Nhật Bản, Lào, Malaysia, Mông Cổ, New Zealand, Pakistan, Cộng hòa Nhân dân Trung Quốc, Philippines, Nga, Hàn Quốc, Sri Lanka, Singapore, Thái Lan, Đông Timor, Vương quốc Anh, Hoa Kỳ và Việt Nam.

## Lịch sử
Trước khi diễn ra Hội nghị Thượng đỉnh đầu tiên, châu Á thiếu một khuôn khổ an ninh khu vực như châu Âu. Đầu năm 1996, Bộ trưởng Quốc phòng Mỹ William Perry và Bộ trưởng Quốc phòng Thái Lan Chavalit Yongchaiyudh cùng đưa ra những sáng kiến riêng biệt đề xuất tổ chức một cuộc họp thường niên tập trung các đồng nhiệm tại châu Á nhưng không được hưởng ứng. Diễn đàn an ninh liên chính phủ châu Á duy nhất lúc đó chỉ là Diễn đàn khu vực ASEAN (ARF) lại bị xem khó tồn tại vì chỉ tập trung vào việc xây dựng lòng tin và còn sơ sài hơn một, ít hơn buổi nói chuyện. Ngoài ra, ARF được tổ chức bởi các bộ trưởng nước ngoài, nên chỉ có tính tham khảo về một cơ chế chính sách quốc phòng khu vực mà họ mong muốn để có thể hợp tác.
Đối thoại Shangri-La đã được thành lập bởi đương kim Tổng Giám đốc và Giám đốc điều hành IISS Sir John Chipman vào năm 2001 để đáp ứng nhu cầu thiết thực về một diễn đàn khu vực châu Á Thái Bình Dương, nới các Bộ trưởng quốc phòng khu vực có thể tham gia vào các cuộc đối thoại nhằm xây dựng sự niềm tin và bồi dưỡng sự hợp tác an ninh trong thực tế. Trong Hội nghị Chính sách an ninh Munich lần thứ 36, Chipman nhận thấy "các quan chức châu Á chỉ đến đó cho có lệ" và nhận ra rằng "châu Á cần có một diễn đàn quốc phòng của riêng mình mà tại đó các bộ trưởng quốc phòng có thể gặp gỡ và lên tiếng".
Ban đầu SLD phỏng theo mô hình của Hội nghị Chính sách An ninh Munich, nhưng với tham vọng lớn hơn - tạo ra một tổ chức "mà các bộ trưởng quốc phòng cần đến và mang lại cho họ tất cả những điều họ cần tại một hội nghị liên chính phủ hay liên khu vực". Lời mời ban đầu chủ yếu tập trung vào các thành viên của Diễn đàn khu vực ASEAN như là một tổ chức an ninh thực sự trong khu vực. Singapore được chọn làm nước chủ nhà cho hội nghị đầu tiên và khách sạn Shangri-La là địa điểm. Chipman tiếp cận Tổng thống Singapore SR Nathan vào tháng 2-2001 để đề xuất các ý tưởng và Nathan đồng ý hỗ trợ cho đến khi IISS có thể tổ chức Hội nghị một cách độc lập.

## Các Hội nghị đầu tiên
Bắt đầu vào năm 2002, đó là một "hội nghị thượng đỉnh quốc phòng không chính thức", cho phép các quan chức quốc phòng gặp nhau một cách "riêng tư và tự tin, song phương và đa phương, không bị ràng buộc phải có tuyên bố chính thức hoặc thông cáo". Khoảng trên 10 Thứ trưởng và đại diện bộ đã tham dự hội nghị thượng đỉnh đầu tiên (sau đó được gọi là Hội nghị An ninh châu Á), bao gồm cả một phái đoàn Mỹ do Thứ trưởng Bộ trưởng Quốc phòng Mỹ Paul Wolfowitz. Hội nghị thượng đỉnh đầu tiên được tổ chức trong sáu phiên họp toàn thể kéo dài trong một ngày rưỡi.
Năm 2003, hội nghị thượng đỉnh thứ hai mở rộng danh sách khách mời lên bao gồm các Tướng lĩnh quốc phòng. Năm 2004, danh sách khách mời một lần nữa tiếp tục được mở rộng bao gồm các quan chức tình báo và cảnh sát cao cấp nhất của nước tham gia và các quan chức an ninh quốc gia của một số nước. Số lượng khách tham dự tăng lên gấp 3. Các văn phòng châu Á của IISS được mở trong năm này, cho phép IISS tổ chức hội nghị thượng đỉnh hoàn toàn độc lập. Năm 2005, phái đoàn Pakistan lần đầu tiên đến tham dự hội nghị.
Năm 2006, số lượng các đoàn đại biểu đã tăng lên 23 nước, với 17 nước được dẫn đầu bởi các Bộ trưởng Quốc phòng, và thêm 3 đoàn do Thứ trưởng quốc phòng hoặc tương đương dẫn đầu.

## Hội nghị gần đây
Đến năm 2007, Đối thoại Shangri-La đã trở thành một Hội nghị mang tính bước ngoặt khi có sự tham gia của đoàn đại biểu cấp cao từ Trung Quốc. Phó Tổng tham mưu của Quân đội Giải phóng Nhân dân (tương đương Thứ trưởng Quốc phòng), Trung tướng Zhang Qinsheng dẫn đầu đoàn đại biểu của Bắc Kinh năm đó. Sau đó, năm 2008, Việt Nam và Myanmar tăng phái đoàn lên cấp Thứ trưởng. Từ năm 2009, đoàn Việt Nam được dẫn đầu bởi Bộ trưởng Quốc phòng Phùng Quang Thanh.
Năm 2008, phái đoàn của Lào lần đầu tiên tham dự hội nghị. Năm 2009, Thủ tướng Australia Kevin Rudd là Nguyên thủ đầu tiên của chính phủ ngoài Singapore tới địa chỉ của bữa ăn tối khai mạc hội nghị. 
Tại Hội nghị năm 2010, Tổng thống của Hàn Quốc, Lee Myung-Bak, là Nguyên thủ đầu tiên đóng góp bài diễn văn chính ở hội nghị. Các đoàn đại biểu đáng chú ý khác bao gồm đoàn đại biểu Nga, do Phó Thủ tướng (và cựu bộ trưởng quốc phòng) Sergei Ivanov, và đoàn Chile do Bộ trưởng Quốc phòng Jaime de la Fuente Ravinet dẫn đầu.

## Cơ cấu hội nghị
Phiên họp toàn thể: Mỗi hội nghị thượng đỉnh thường có 5 phiên họp toàn thể được tổ chức trong hai ngày, nơi tất cả người tham gia đều có mặt. Những buổi họp toàn thể thường được dẫn dắt bởi một bộ trưởng hoặc tương đương và báo chí được mời phản ánh lại. Đến năm 2006, phiên họp toàn thể chỉ có sự tham gia của các bộ trưởng và các quan chức cấp cao của đoàn đại biểu.
Nhóm Break-out: Được triển khai lần đầu trong Hội nghị năm 2003, việc họp từng nhóm nhỏ (break-out) cho phép mở nhiều cuộc thảo luận giữa các thành viên về các vấn đề cụ thể. Các nhóm break-out thường được chủ trì bởi một nhân viên cao cấp của IISS. Đến năm 2006, nhóm break-out khe chỉ có sự tham gia của các bộ trưởng và các quan chức cấp cao của đoàn đại biểu.
Các cuộc họp song phương: Đối thoại Shangri-La cũng cung cấp một địa điểm hàng năm cho các Bộ trưởng, CHODs, và các quan chức quốc phòng hàng đầu để mở rộng mạng và ngoại giao quốc phòng của họ với tư cách cá nhân và cả ở khuôn khổ song phương và đa phương. Mỗi đoàn đại biểu có thể tổ chức từ 15-20 cuộc họp như vậy, thường kéo dài nửa giờ mỗi cuộc. Bộ trưởng Quốc phòng Singapore cũng thường làm chủ các bữa ăn trưa đa phương.
Các đại biểu phi Chính phủ: Hội nghị này cũng có sự tham dự của hơn 200 đại biểu phi chính phủ, bao gồm các chính trị gia, học giả, doanh nhân, các tổ chức phân tích, các cơ quan truyền thông...

## Ảnh hưởng
Hội nghị An ninh châu Á hiện chỉ như một diễn đàn về quân sự khu vực, nơi các đoàn đại biểu có thể nêu và tiếp nhận ý kiến, chưa có một cơ chế ràng buộc nào.

## Hội nghị năm 2011
Tại Đối thoại Shangri-La 2011, Bộ trưởng Quốc phòng Việt Nam và Philippines đã lên tiếng mạnh mẽ về các hành động của Trung Quốc ở Biển Đông. Đây là lần đầu tiên Việt Nam có tiếng nói cứng rắn về Trung Quốc như vậy tại một diễn đàn quốc tế công khai. Bộ trưởng Phùng Quang Thanh đọc bài diễn văn khá ngắn gọn trong khuôn khổ tham luận chung với chủ đề 'Đối phó với các thách thức an ninh hàng hải mới' cùng bộ trưởng quốc phòng Malaysia và Philippines.
Đại tướng Phùng Quang Thanh và Bộ trưởng Voltaire Gazmin của Philippines đều mạnh dạn đề cập tới các trường hợp mà họ gọi là "các vụ việc gây bất ổn trên Biển Đông". Bộ trưởng Thanh nói về vụ tàu hải giám gây hấn với tàu khảo sát Bình Minh 02 của Tập đoàn Dầu khí PetroVietnam. Sau đó trong phần trả lời câu hỏi, ông còn nhắc tới vụ việc hồi năm 2010, khi Việt Nam khảo sát để lập hồ sơ trình Liên Hợp Quốc về thềm lục địa mở rộng, thì cũng bị tàu Trung Quốc cắt cáp thăm dò.
Về phần mình, Bộ trưởng Gazmin nhắc tới các sự kiện gần đây khi tàu của Philippines cũng bị tàu Trung Quốc uy hiếp, và đáng lo ngại nhất là vụ Trung Quốc dựng cột sắt và đổ vật liệu xây dựng xuống rặng Amy Douglas Bank (Cụm Hồ Tràm) của Philippines hôm 21/05-24/05.